# Portugal beim Eurovision Young Musicians
Übertragende Rundfunkanstalt

Erste Teilnahme
1990
Bisher letzte Teilnahme
2014
Anzahl der Teilnahmen
4
Höchste Platzierung
k. A.
Dieser Artikel befasst sich mit der Geschichte Portugals als Teilnehmer des Wettbewerbs Eurovision Young Musicians.

## Regelmäßigkeit der Teilnahme und Erfolg im Wettbewerb
Portugal nahm erstmals 1990 am Eurovision Young Musicians teil. Der Trompeter António Miguel Camolas Quitalo schied dabei jedoch bereits im Halbfinale aus. 1998 zog sich der zuständige Sender Rádio e Televisão de Portugal (RTP) erstmals vom Wettbewerb zurück und kehrte erst 2014 zurück. Dies sollte jedoch ein einmaliges Ereignis bleiben, denn bereits 2016 zog RTP seine Teilnahme wieder zurück. Seitdem hat sich der Sender nicht mehr zu einer Teilnahme geäußert.

## Liste der Beiträge
Farblegende: – 1. Platz. – 2. Platz. – 3. Platz. – ausgeschieden im Halbfinale/in der Qualifikation. – keine Teilnahme/nicht qualifiziert.
| Jahr                               | Interpret                      | Instrument               | Stücke | Platz Finale             | Platz Halbfinale                   | Nationale Vorentscheidung |
| ---------------------------------- | ------------------------------ | ------------------------ | --- | ------------------------ | ---------------------------------- | ------------------------- |
| 1990                               | António Miguel Camolas Quitalo | Trompete                 | Trumpet Concerto in Es-Dur von Joseph Haydn | Ausgeschieden            | k. A. / 18                         |                           |
| 1992                               | unbekannt                      | unbekannt                | unbekannt | Ausgeschieden            | k. A. / 13                         |                           |
| 1994                               | Ruben Da Luz Santos            | Posaune                  | Bach by Kurt Starzenegger | Ausgeschieden            | k. A. / 24                         |                           |
| 1996                               | Raquel Queirós                 | Violine                  | unbekannt | Ausgeschieden            | k. A. / 17                         |                           |
| 1998                               | unbekannt                      | unbekannt                | unbekannt | Ausgeschieden            | k. A. / 18                         |                           |
| 2000 2002 2004 2006 2008 2010 2012 | Auf Teilnahme verzichtet       | Auf Teilnahme verzichtet | Auf Teilnahme verzichtet | Auf Teilnahme verzichtet | Auf Teilnahme verzichtet           | Auf Teilnahme verzichtet  |
| 2014                               | André Gunko                    | Cello                    | Suite per solo cello - Intermezzo e danza finale von Gaspar Cassadó Pezzo Capriccioso von Pjotr Iljitsch Tschaikowski Cello Concerto Op. 85, 2 mov Lento. Allegro molto von Edward Elgar | k. A. / 14               | Direkt für das Finale qualifiziert |                           |
| 2016 2018 2020 2022 2024           | Auf Teilnahme verzichtet       | Auf Teilnahme verzichtet | Auf Teilnahme verzichtet | Auf Teilnahme verzichtet | Auf Teilnahme verzichtet           | Auf Teilnahme verzichtet  |

## Ausgetragene Wettbewerbe
Portugal richtete 1996 den Eurovision Young Musicians aus. Es war dies der erste Eurovision-Wettbewerb, der in Portugal veranstaltet wurde.
| Jahr | Stadt    | Austragungsort           | Moderation |
| ---- | -------- | ------------------------ | ---------- |
| 1996 | Lissabon | Centro Cultural de Belém | unbekannt  |

## Impressionen

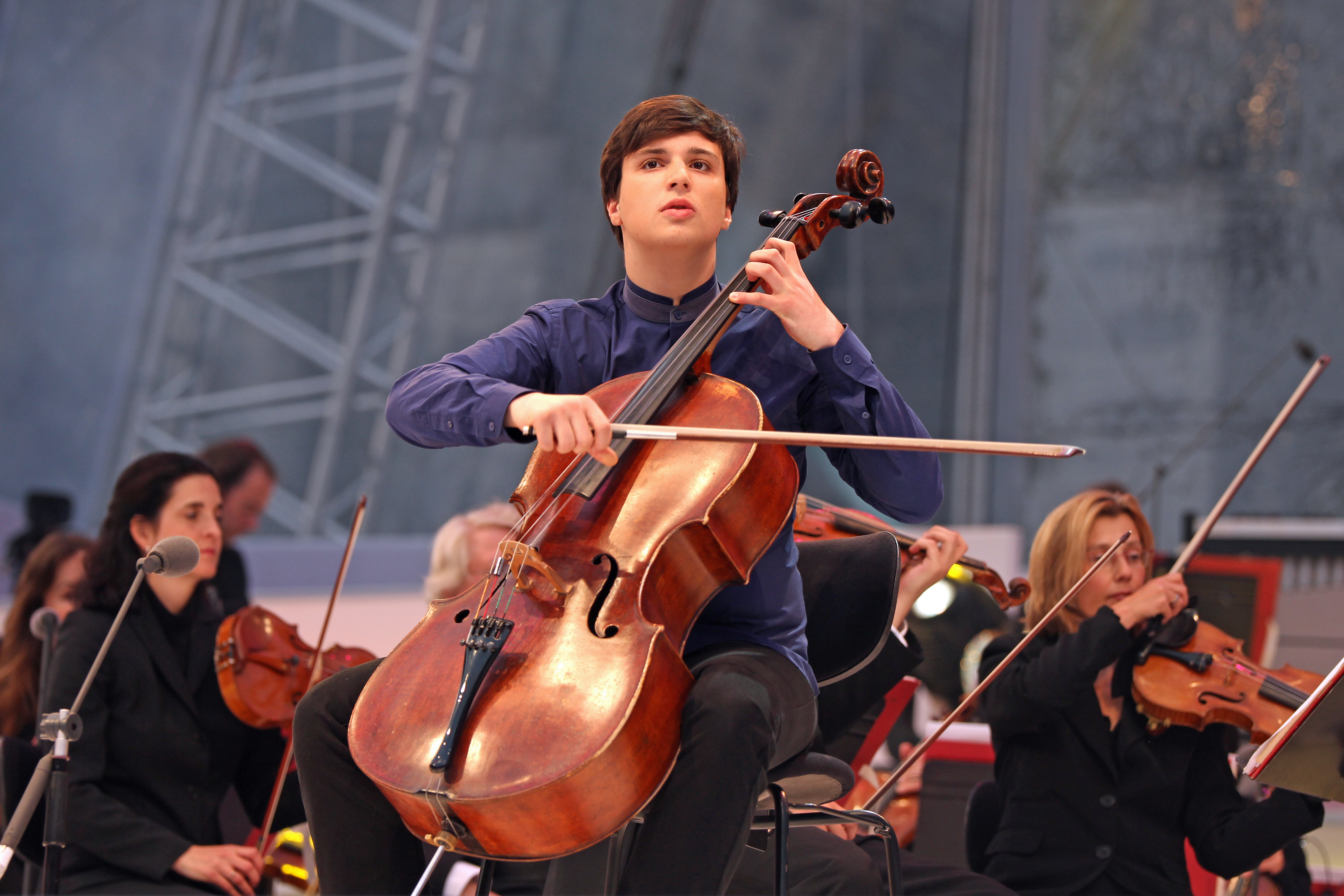
André Gunko 2014